# L'inseguita
L'inseguita (The Hunted) è un film del 1948 diretto da Jack Bernhard.
È un film noir statunitense con Preston Foster, Belita e Pierre Watkin.

## Produzione
Il film, diretto da Jack Bernhard su una sceneggiatura di Steve Fisher, fu prodotto da Scott R. Dunlap per la Allied Artists Pictures e girato nell'aprile del 1947.

## Distribuzione
Il film fu distribuito con il titolo The Hunted negli Stati Uniti dal 7 aprile 1948 al cinema dalla Allied Artists Pictures.
Altre distribuzioni:
- in Australia il 17 giugno 1948
- in Francia il 13 ottobre 1948 (L'emprise)
- in Svezia il 14 marzo 1949 (Efterlyst för mord)
- in Danimarca il 9 maggio 1949 (En kvinde jages)
- in Portogallo il 26 febbraio 1951 (Perseguida)
- in Finlandia il 2 novembre 1951 (Etsintäkuulutettu)
- in Italia (L'inseguita)